# Felice (nome)
Felice  è un nome proprio di persona italiano maschile e femminile; oggi quasi esclusivamente maschile, nei secoli passati era diffuso anche come nome proprio femminile.

## Varianti
- Maschili: Felicio
  - Alterati: Felicino, Felicetto
- Femminili: Felicia[1]

### Varianti in altre lingue
- Catalano: Feliu[2]
- Danese: Felix[2]
- Francese: Félix[2]
- Greco biblico: Φῆλιξ (Phêlix)[2]
- Inglese: Felix[2]
- Latino: Felix[1][2], Felicius[2]
- Norvegese: Felix[2]
- Olandese: Felix[2]
- Polacco: Feliks[2]
- Rumeno: Felix[2]
- Russo: Феликс (Feliks)[2]
- Sloveno: Feliks[2]
- Spagnolo: Félix[2]
- Svedese: Felix[2]
- Tedesco: Felix[2]

## Origine e diffusione
Deriva dal cognomen romano Felix; è basato sul termine felix, felicis, che significava sia "fortunato", "che ha successo", "fruttifero", sia, per estensione "felice", "contento". Il nome Feliciano è un suo derivato.
Il suo significato ne determinò la diffusione fra i primi cristiani, motivo per cui è portato da quattro papi e numerosi santi; appare anche nel Nuovo Testamento, dove viene citato Marco Antonio Felice, il procuratore di Giudea che fece imprigionare san Paolo.
È stato piuttosto popolare nell'Europa continentale, mentre in Inghilterra ha avuto una diffusione minore, a partire dal Medioevo.
NatiAnno3060901201501801995200020052010201520202025MaschiMaschi nati in Italia che si chiamano Felice

## Onomastico

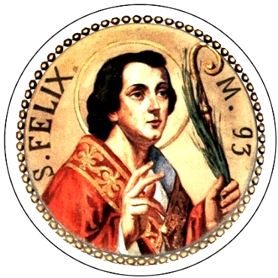
San Felice di Nola, vescovo

Numerosi santi hanno portato questo nome; l'onomastico si può pertanto festeggiare in una qualsiasi di queste date:
- 14 gennaio, san Felice di Nola, detto anche in Pincis, sacerdote e martire sotto Diocleziano (da non confondersi con il santo del 15 novembre)[5]
- 1º marzo, san Felice III, papa[5]
- 4 marzo, san Felice di Rhuys, monaco benedettino[6]
- 8 marzo, san Felice di Dunwich, primo vescovo dell'Anglia orientale[5]
- 2 maggio, san Felice, diacono e martire a Siviglia[5]
- 14 maggio, san Felice, martire con san Fortunato ad Aquileia[5]
- 18 maggio, san Felice da Cantalice, primo santo dell'ordine dei frati minori Cappuccini[5]
- 31 maggio, san Felice da Nicosia, al secolo Giacomo Amoroso, religioso cappuccino[5]
- 12 luglio, san Felice, soldato e martire con san Nabore a Laus Pompeia[5]
- 10 luglio, san Felice, martire a Roma sotto Marco Aurelio con la madre Felicita e i sei fratelli[5]
- 15 luglio, san Felice, vescovo di Thibinca e martire[5]
- 29 luglio, san Felice, martire a Roma[5]
- 30 agosto, san Felice, martire con san'Adautto[5]
- 22 settembre, san Felice, presbitero e martire con la sorella Costanza a Nuceria Alfaterna
- 8 ottobre, san Felice di Como, primo vescovo di Como[5]
- 12 ottobre, san Felice IV, papa[5]
- 4 novembre, san Felice di Valois, cofondatore dei Trinitari per la liberazione degli schiavi[5]
- 6 novembre, san Felice di Toniza, martire in Numidia[5]
- 6 novembre, san Felice, secondo vescovo di Genova[5]
- 15 novembre, san Felice di Nola, primo vescovo di Nola e martire (da non confondersi con il santo del 14 gennaio)[5]
- 4 dicembre, san Felice, settimo vescovo di Bologna[5]
- 30 dicembre, san Felice I, papa[5]

## Persone
- Felice I, papa e santo
- Felice III, papa e santo

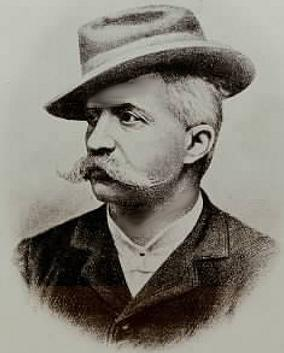
Felice Cavallotti

- Felice Anerio, compositore italiano
- Felice Barnabei, archeologo e politico italiano
- Felice Cavallotti, poeta, drammaturgo, politico e patriota italiano
- Felice da Corsano, religioso e beato italiano
- Felice Gimondi, ciclista su strada e dirigente sportivo italiano
- Felice Matteucci, ingegnere italiano
- Felice Orsini, attivista e scrittore italiano
- Felice Pedroni, cercatore d'oro italiano
- Felice Romani, librettista, poeta e critico musicale italiano

### Variante Felix

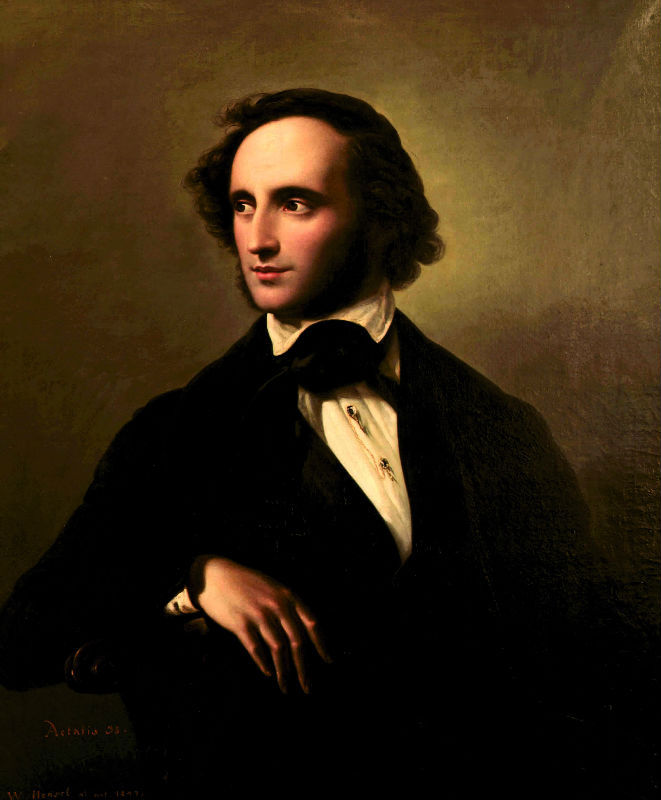
Felix Mendelssohn

- Felix Bloch, fisico svizzero naturalizzato statunitense
- Felix Hausdorff, matematico tedesco
- Felix Endrich, bobbista svizzero
- Felix Frankfurter, giurista statunitense
- Felix Hoffmann, farmacista tedesco
- Felix Klein, matematico tedesco
- Felix Loch, slittinista tedesco
- Felix Mendelssohn, compositore, direttore d'orchestra, pianista e organista tedesco
- Felix Schwarzenberg, statista austriaco

### Variante Félix

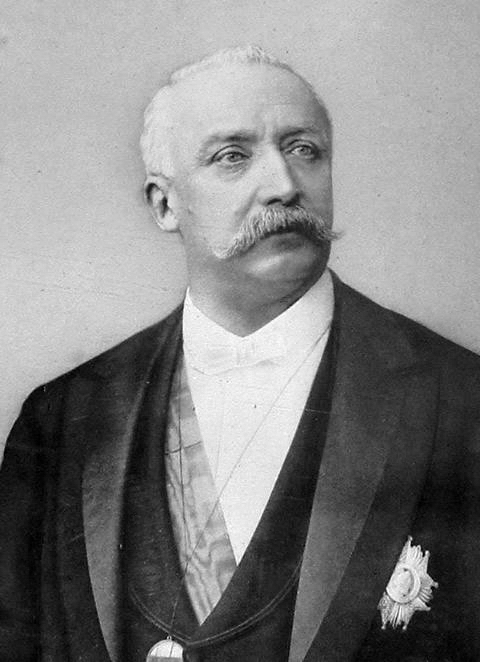
Félix Faure

- Félix Bracquemond, pittore francese
- Félix Lope de Vega y Carpio, scrittore, poeta e drammaturgo spagnolo
- Félix Faure, politico francese
- Félix Fénéon, giornalista francese
- Félix Guattari, medico, psicanalista, filosofo e politico francese
- Félix González-Torres, artista cubano
- Félix Sánchez, atleta dominicano
- Félix Vallotton, pittore svizzero

## Il nome nelle arti
- Felice il bel gagà è un personaggio dei fumetti Disney.
- Felice Sciosciammocca è un personaggio di tante storie di Eduardo Scarpetta.
- Felix è un personaggio del videogioco Golden Sun: L'era perduta.
- Felix the Cat è un personaggio protagonista di diversi cartoni animati e fumetti.
- Felix Ungar è uno dei due protagonisti della commedia La strana coppia (The Odd Couple) di Neil Simon, nonché dei film tratti da essa.
- Felice La Pezza detto "Tirzan" è uno dei tre personaggi principali del film Eccezzziunale... veramente.
- Felix è un personaggio della serie di romanzi e film Twilight, creata da Stephenie Meyer.
- Felix è il protagonista del film d'animazione tedesco del 2005 Felix - Il coniglietto giramondo.